# 雷酸盐

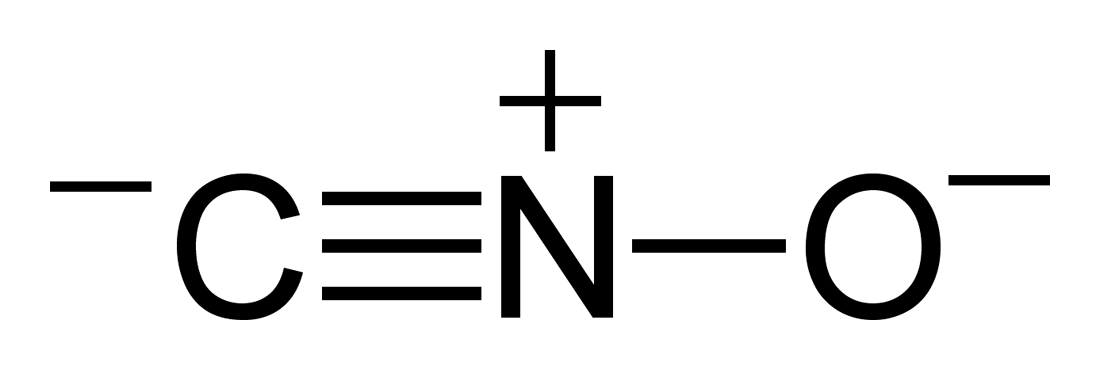
雷酸根离子的结构式

雷酸盐，是包含雷酸根离子的化合物。雷酸根离子（CNO−
），是一种拟卤离子，具有类似卤素的电荷和性质。由于离子的不稳定性，雷酸盐多是对摩擦敏感的炸药。其中最著名的是雷酸汞，它被广泛用于雷管的起爆药。雷酸盐可以由金属（如银和汞）溶解在硝酸中，并与乙醇反应制得。氮-氧单键很大程度上导致了雷酸盐的不稳定。其中的氮很容易与另一个氮原子形成稳定的三键，成为气态氮。

## 历史
雷酸盐在1800年由爱德华·查尔斯·霍华德发现。苏格兰部长，A·J·福塞斯（A. J. Forsyth）首次展示了使用雷酸根火药的枪支，他也在1807年被授予专利。接着约书亚·肖（Joshua Shaw）将其用金属管封装，制成了雷管。但直到1822年，他才为发明申请了专利。
在19世纪20年代，有机化学家尤斯图斯·冯·李比希发现了雷酸银（Ag-CNO），弗里德里希·维勒发现了氰酸银（Ag-OCN）。这些物质具有相同实验式的事实遭到了激烈的争议，直到永斯·贝采利乌斯提出了同分异构的概念，问题才得到解决。

## 化合物
- 雷酸
- 雷酸汞
- 雷酸钾
- 雷酸银